# Prosopocoilus forficula
Prosopocoilus forficula es una especie de coleóptero de la familia Lucanidae. Presenta las siguientes subespecies:
- Prosopocoilus forficula austerus
- Prosopocoilus forficula forficula
- Prosopocoilus forficula hainanensis
- Prosopocoilus forficula nakamurai

## Distribución geográfica
Habita en China.